# Chechnya

Cộng hòa Chechnya (tiếng Nga: Чече́нская Респу́блика/Chechenskaya Respublika; tiếng Chechen: Нохчийн Республика/Noxçiyçö Respublika), là một nước cộng hòa thuộc Nga. Nằm trên vùng núi Bắc Caucasus, Chechnya giáp phía tây–bắc với Stavropol Krai, phía đông; đông–bắc giáp Gruzia, phía tây giáp Ingushetiya và Bắc Ossetia.
Trong thời gian Liên Xô sụp đổ, chính phủ lâm thời của Chechnya tuyên bố độc lập, đặt tên nước là Cộng hòa Chechnya. Nhưng nền Cộng hòa này không được quốc tế công nhận. (Năm 2000 chính phủ Taliban của Afghanistan công nhận Cộng hòa Chechnya trước khi bị quân đội Hoa Kỳ đánh đuổi.)

## Lịch sử
Chechnya là một vùng ở phía Bắc Kavkaz luôn phải kháng cự lại thế lực cai trị bên ngoài bắt đầu từ người Thổ Nhĩ Kỳ Ottoman ở thế kỷ 15. Cuối cùng người dân Chechnya đã cải theo Hồi giáo và căng thẳng với người Thổ giảm dần; tuy nhiên, những cuộc xung đột với những người láng giềng theo Thiên Chúa giáo như người Gruzia và Cô Dắc, cũng như với người Kalmyk theo Phật giáo lại tăng lên. Đạo quân Terek Cô Dắc của người Nga được thành lập tại vùng đất thấp Chechnya năm 1577 bởi những người Cô Dắc tự do tái định cư từ Volga tới vùng Sông Terek. Năm 1783, Nga và vương quốc đông Georgia Kartl-Kakheti (vốn đã bị tàn phá bởi những cuộc cướp phá của người Thổ Nhĩ Kỳ và Ba Tư) ký kết Hiệp ước Georgievsk, theo đó Kartl-Kakheti nhận được sự bảo hộ của Nga. Để giữ mối liên lạc với Georgia và các vùng khác tại vùng Ngoại Kavkaz, Đế chế Nga bắt đầu mở rộng ảnh hưởng vào vùng núi Caucasus. Cuộc kháng chiến chống sự cai trị của Nga hiện nay đã bắt đầu từ cuối thế kỷ 18 (1785-1791) như là hậu quả của hành động mở rộng của nước Nga vào những lãnh thổ thuộc quyền kiểm soát cũ của Thổ Nhĩ Kỳ và Ba Tư (xem thêm Những cuộc chiến tranh Nga-Thổ Nhĩ Kỳ và Chiến tranh Nga-Ba Tư, 1804-13), dưới sự lãnh đạo của Mansur Ushurma—một Naqshbandi (Sufi) Sheikh Chechnya—với sự ủng hộ ít ỏi từ phía các bộ lạc Bắc Caucasia khác (việc các vị khan thay đổi phe xung đột nhiều lần trong một năm không phải là điều hiếm gặp). Mansur đã hy vọng thành lập một nhà nước Hồi giáo Nam Kavkaz theo luật shari'a, nhưng cuối cùng không thể thành công bởi cả sự phản đối của Nga và sự chống đối của nhiều người dân Chechnya (nhiều người trong số họ ở thời điểm ấy còn chưa theo Hồi giáo). Khẩu hiệu của họ do Imam Shamil, người đã chiến đấu chống lại người Nga từ năm 1834 tới 1859 đưa ra.

### Thời Xô viết
Suốt từ thế kỷ 19, ngọn lửa chống đối Chechnya luôn bùng lên khi nước Nga phải đối mặt với tình trạng bất ổn bên trong. Nhiều cuộc nổi dậy đã xảy ra thời Chiến tranh Nga-Thổ (Xem Chiến tranh Nga-Thổ, 1877–1878), Cách mạng Nga 1905, Cách mạng Nga 1917, Nội chiến Nga, và thời Tập thể hoá. Thời Xô viết, Chechnya được gộp cùng Ingushetia thành nước Cộng hòa tự trị Chechnya-Ingushetia vào cuối thập niên 1930.
Người Chechen một lần nữa nổi loạn chống lại nhà nước Xô viết trong thập niên 1940 bằng cách cộng tác với quân Đức Quốc xã, dẫn tới cuộc trục xuất hàng loạt người Chechen tới CHXHCNXV Kazakh (sau này là Kazakhstan) và Siberia trong Chiến tranh thế giới thứ hai . Stalin và những người khác cho rằng điều này là cần thiết để ngăn chặn người Chechen hỗ trợ cho quân Đức trong Chiến tranh thế giới thứ hai. Dù chiến trận không bao giờ lan tới biên giới Chechnya, một phong trào du kích Chechnya đã đe dọa làm suy yếu thế trận phòng thủ vùng Kavkaz của Xô viết (cần lưu ý nhà văn Valentin Pikul trong đoạn viết về lịch sử Barbarossa đã cho rằng khi thành phố Grozny đang chuẩn bị cho một cuộc phong tỏa năm 1942, tất cả máy bay ném bom của mặt trận Caucasia được lệnh phải dẹp yên cuộc nổi loạn của người Chechen thay vì chiến đấu với quân Đức trong cuộc phong toả Stalingrad). Tương tự, những vụ thả dù bí mật của quân Đức tiếp tế cho quân nổi loạn Chechnya cũng thường xảy ra. Người Chechen được phép quay trở lại quê hương họ sau năm 1956 ở thời phi Stalin hoá khi Nikita Khrushchev lên nắm quyền.
Các chính sách Nga hóa người dân Chechnya tiếp tục diễn ra sau năm 1956, tiếng Nga trở thành ngôn ngữ cần thiết cho mọi mặt đời sống và để tiến thân vào hệ thống Xô viết.
Khi Liên bang Xô viết sụp đổ năm 1990, một phong trào độc lập, ban đầu là Đại hội Quốc gia Chechnya, được thành lập. Phong trào này cuối cùng đã bị nhà nước Nga của Boris Yeltsin phản đối, với lý lẽ: (1) Chechnya chưa từng là một thực thể độc lập bên trong Liên bang Xô viết – như vùng Baltic, Trung Á, và các Quốc gia Caucasia khác – mà từng là một phần của Cộng hòa Xã hội chủ nghĩa Xô viết Liên bang Nga và vì thế không có quyền ly khai theo hiến pháp Nga;
(2) Các nhóm dân tộc thiểu số khác bên trong nước Nga, như người Tatars, sẽ theo bước người Chechen và đòi ly khai khỏi Nga nếu họ được trao quyền đó, điều này đe dọa nghiêm trọng sự toàn vẹn lãnh thổ của Nga;
(3) Chechnya là một điểm nút cơ sở hạ tầng dầu khí quốc gia và vì thế có thể gây ảnh hưởng tới nền kinh tế quốc gia cũng như việc kiểm soát các nguồn tài nguyên dầu khí.

### Vai trò của Nga tại Chechnya
Chechnya được những người theo chủ nghĩa ly khai của họ coi là một nước Cộng hòa độc lập, và được những người theo chủ nghĩa liên bang coi là một nước Cộng hòa liên bang. Hiến pháp vùng của nước này bắt đầu có hiệu lực ngày 2 tháng 4 năm 2003 sau cuộc trưng cầu dân ý tổ chức ngày 23 tháng 3 năm 2003. Cuộc trưng cầu dân ý này được tổ chức không theo các tiêu chuẩn quốc tế. Con số người tham dự được đưa ra dường như cao hơn thực tế rất nhiều. Một số người Chechyna thuộc hay đã thuộc tầm kiểm soát của các teip địa phương, hay các dòng họ, dù vẫn có sự tồn tại của các phong trào chính trị ủng hộ và phản đối nước Nga.

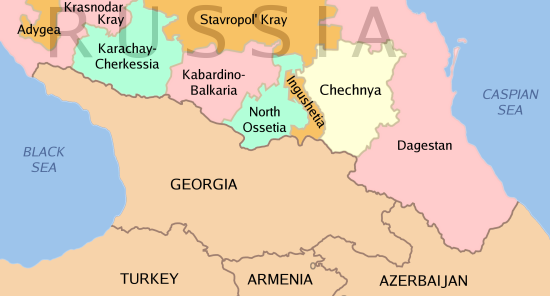
Bản đồ Chechnya và Kavkaz

Từ năm 1990, tại Cộng hoà Chechnya đã xảy ra một cuộc nội chiến quân sự, theo đúng nghĩa giữa phong trào phản đối và ủng hộ chính quyền Nga.
Động cơ của người Nga và người Chechya trong những cuộc xung đột này rất phức tạp. Nước Nga can dự vào Chechnya liên quan tới sự lo ngại rằng nếu Chechnya độc lập, sẽ có thêm nhiều vùng lãnh thổ khác ly khai khỏi nước Nga, dẫn tới sự tan rã của nó. Những nguồn lợi kinh tế cũng là một yếu tố khác. Từ lâu đã có một cuộc xung đột giữa Nga và Chechnya gây ra những tổn thất đẫm máu cho cả hai phía.
Có nhiều nhóm khác nhau bên trong Chechnya chiến đấu chống lại Nga với những động cơ chính trị, kinh tế và/hay lý tưởng khác nhau. Một số nhóm xuất phát từ lòng căm thù và ham muốn trả thù những hành động chính trị và quân sự của nước Nga trong quá khứ. Đặc biệt là việc dời toàn bộ dân tới Siberia trong thập kỷ 1940, dẫn tới sự thiệt mạng của khoảng một phần tư dân số Chechnya. Sự tổng hợp của các động cơ biểu lộ vòng xoáy trả thù là nhiên liệu cho những cuộc xung đột trong vùng, cũng như nền văn hóa quân sự khiến đa số dân muốn tham gia vào một cuộc xung đột quân sự dưới sự lãnh đạo của một vị thủ lĩnh. Tình trạng thất nghiệp và nghèo khổ cũng là những yếu tố kéo dài cuộc xung đột.
Vị lãnh chúa ly khai cũ Akhmad Kadyrov, bị nhiều người ly khai coi là kẻ phản bội đã nhận được 83% số phiếu trong một cuộc bầu cử có sự giám sát quốc tế vào ngày 5 tháng 10 năm 2003. Những lời lên án về việc gian lận phiếu và đe dọa của binh lính Nga và việc trục xuất các Đảng ly khai sau này đã được các giám sát viên Tổ chức An ninh và Hợp tác châu Âu (OSCE) đề cập. Rudnik Dudayev là chủ tịch Hội đồng An ninh Chechnya và Anatoly Popov trở thành Thủ tướng. Ngày 9 tháng 5 năm 2004, Kadyrov bị ám sát trong một sân vận động ở Grozny bằng một vụ nổ mìn được dấu sẵn từ trước bên dưới khu vực VIP và được kích nổ khi đang diễn ra cuộc diễu binh tưởng niệm Chiến tranh thế giới thứ hai. Sergey Abramov được chỉ định làm quyền thủ tướng sau vụ ám sát. Tuy nhiên, sau một vụ tai nạn ô tô tại Mátxcơva năm 2005 Sergey Abramov không còn có thể đảm đương chức vụ. Ramzan Kadyrov (con trai của Akhmad Kadyrov) trở thành người đảm nhiệm chức vụ thủ tướng từ sau vụ tai nạn và ngày 1 tháng 3 năm 2006 Abramov đã từ chức. Abramov đã nói với hãng thông tấn Itar-Tass: "Tôi từ chức trong hoàn cảnh Ramzan Kadyrov điều hành chính phủ Chechnya bởi tôi thực sự tin rằng quyết định đó là đúng đắn."
Nhiều người tin rằng Ramzan Kadyrov sẽ nỗ lực kế bước cha nếu ông ta không gặp vấn đề tuổi tác – hiện ông mới hơn 20 tuổi (45 tuổi vào 2021) và hiến pháp đòi hỏi tổng thống phải trên 30 tuổi. Nhiều người cho rằng ông là người giàu nhất và nhiều quyền lực nhất nước, với quyền kiểm soát nhiều đội quân vũ trang tư nhân lớn được gọi là 'Kadyrovski'. Đội quân vũ trang – tiền thân là đội bảo vệ an ninh của cha ông – bị nhiều tổ chức nhân quyền như Human Rights Watch cáo buộc thực hiện các vụ giết hại và bắt cóc.
Ngày 29 tháng 8 năm 2004 một cuộc bầu cử tổng thống mới diễn ra. Theo Ủy ban bầu cử Chechnya, Alu Alkhanov, cựu Bộ trưởng nội vụ nhận được khoảng 74% số phiếu. Tỷ lệ người tham gia bầu cử đạt 85,2%. Nhiều nhà quan sát, như Bộ Ngoại giao Hoa Kỳ, Liên đoàn Nhân quyền Helsinki, cũng như phe đối lập, đặt nghi vấn về cuộc bầu cử, một phần vì đối thủ chính Malik Saidullayev chưa đạt tầm cần thiết. Việc bỏ phiếu cũng bị nghi ngờ, nhưng không hề có một nghi vấn chính thức nào được đưa ra. Cuộc bầu cử được quốc tế giám sát với sự hiện diện của Hội đồng các quốc gia độc lập và Liên đoàn Ả rập; các nhà quan sát phương tây, dù được mời, đã không tham gia giám sát do những vi phạm từ trước đó.
Ngoài chính phủ được Nga công nhận, còn có một chính phủ ly khai không được bất kỳ một nước nào công nhật (dù các thành viên đã được trao quy chế tỵ nạn chính trị tại châu Âu và các nước Ả rập, cũng như tại Hoa Kỳ). Chính phủ ly khai đã được Georgia công nhận (khi Zviad Gamsakhurdia còn là Tổng thống Georgia và Tổng thống Chechnya là Dzhokhar Dudaev. Năm 1999 chính phủ Taliban của Afghanistan công nhận nền độc lập của Chechnya và cho phép mở đại sứ tại Kabul ngày 16 tháng 1 2000. Việc công nhận đã bị hủy bỏ khi Taliban bị đánh bại năm 2001. Tổng thống của chính phủ này là Aslan Maskhadov, Bộ trưởng ngoại giao là Ilyas Akhmadov, người này cũng là người phát ngôn của Maskhadov. Ilyas Akhmadov hiện sống tỵ nạn tại Hoa Kỳ. Aslan Maskhadov đã được chọn vào một Ủy ban giám sát bầu cử quốc tế năm 1997 với nhiệm kỳ bốn năm, sự kiện này đã diễn ra sau việc ký kết một thỏa thuận với Nga. Năm 2001 ông đã đưa ra một nghị định kéo dài nhiệm kỳ của mình thêm một năm; ông không thể tham gia vào cuộc bầu cử tổng thống năm 2003 bởi các Đảng ly khai bị chính phủ Nga cấm đoán, và Maskhadov đối mặt với lời buộc tội tiến hành khủng bố trong nước Nga. Maskhadov đã rời Grozny sang vùng kiểm soát của phe ly khai ở phía nam khi Cuộc chiến tranh Chechnya thứ hai diễn ra. Tổng thống Maskhadov không thể gây ảnh hưởng tới một số vị lãnh chúa vẫn còn giữ quyền kiểm soát với một số vùng lãnh thổ Chechnya, và quyền lực của ông cũng đã mất. Ông đã lên án cuộc tấn công của những kẻ nổi loạn vào Beslan và cố giữ khoảng cách với Shamil Basayev, người tuyên bố chịu trách nhiệm cho cuộc tấn công trên. Các lực lượng Nga đã giết Maskhadov ngày 8 tháng 3 năm 2005. Vụ ám sát Maskhadov của các lực lượng Nga đã bị chỉ trích rộng rãi bởi vị lãnh đạo ly khai Chechnya "ôn hoà" đã không còn có thể đóng vai trò vào các cuộc thương lượng.
Akhmed Zakayev, Phó thủ tướng và là Bộ trưởng ngoại giao thời Maskhadov, lên nhậm chức một thời gian ngắn sau cuộc bầu cử năm 1997 hiện sống tỵ nạn tại Anh Quốc. Ông và những người khác đã lựa chọn Abdul Khalim Saidullayev để thay thế Maskhadov sau khi ông này chết, bỏ qua Basayev. Tuy nhiên, đã có tin báo rằng Basayev thay đổi lập trường và tuyên thệ trung thành với Saidullayev. Saidullayev là một vị thẩm phán Hồi giáo chưa mấy nổi tiếng, trước kia là một người dẫn chương trình Hồi giáo trên kênh truyền hình Chechnya. Lập trường của ông cũng chưa được tiết lộ, khiến người Nga và những người khác đoán rằng việc lựa chọn ông đánh dấu sự tiếp tục ảnh hưởng của Basayev – Saidullayev chỉ mang tính hình thức – và sự khan hiếm những nhân vật có ảnh hưởng trong phong trào ly khai Chechya. Ngày 17 tháng 6 năm 2006, có tin cho rằng các lực lượng đặc biệt Nga đã tiêu diệt Abdul Khalim Saidullayev trong một trận tập kích tại làng Argun, Chechnya. Theo tờ The New York Times, các kênh truyền hình Nga đã chiếu các hình ảnh khủng khiếp về một thân thể có thể là Saidullayev, và một Web site của quân nổi dậy Chechnya, Kavkaz Center, đã xác nhận cái chết của ông và tuyên bố ông là một người tử vì đạo. Người kế tục Saidullayev là Doku Umarov. Ngày 10 tháng 7 năm 2006, FSB thông báo rằng các mật vụ của họ đã tiêu diệt Basayev và 12 tên ly khai Chechnya tại Ingushetia khi kích nổ một quả bom gần xe tải chở những tên này. Quân ly khai Chechya đã bác bỏ thông tin và tuyên bố rằng Basayev bị thiệt mạng khi xe tải chở thuốc nổ bị nổ, và đây là một vụ tai nạn.

## Khu vực hành chính

Bản đồ Chechnya

- Grozny
- Argun
- Achkhoy-Martanovsky
- Groznensky
- Gudermessky
- Itum-Kalinsky
- Kurchaloyev
- Nadterechny
- Naursky
- Nozhay-Yurtovsky
- Sernovodsky
- Shalinsky
- Sharoysky
- Shatoysky
- Shelkovskoy
- Urus-Martanovsky
- Vedensky

## Địa lý
Nằm ở phần phía đông của Bắc Caucasus, Chechnya hầu như bị bao quanh bởi lãnh thổ Nga. Ở phía tây, nước này có biên giới chung với Bắc Ossetia và Ingushetia, ở phía bắc, Stavropol Kray, ở phía đông, Dagestan, và ở phía nam, Georgia. Thủ đô Chechnya là Grozny.
- Diện tích: 19.300 km²
- Các biên giới:
  - Bên trong nước Nga:
    - Dagestan
    - Ingushetia
    - Bắc Ossetia-Alania
    - Stavropol Krai

  - Nước ngoài:
    - Gruzia (giáp các vùng Kakheti và Mtskheta-Mtianeti)

Các con sông:
- Terek
- Sunzha
- Sông Argun

### Múi giờ
Chechnya nằm trong Múi giờ Mátxcơva (MSK/MSD). Giờ bù UTC +0300 (MSK)/+0400 (MSD).

## Kinh tế

### Năm 2003
Trong chiến tranh, nền kinh tế Chechnya đã sụp đổ. Tổng sản phẩm quốc nội, nếu con số thống kê có thể tin cậy, chỉ bằng một phần nhỏ thời trước chiến tranh. Các vấn đề của nền kinh tế Chechya đã gây hiệu ứng tới nền kinh tế Nga - một số vụ tội phạm tài chính trong thập kỷ 1990 được tiến hành thông qua các tổ chức tài chính Chechnya. Chechnya có tỷ lệ các phiên giao dịch bằng dollar Mỹ so với các phiên giao dịch bằng đồng rúp Nga cao nhất bên trong Nga. Cũng có rất nhiều dollar giả được in ra bên trong nước này. Năm 1994, những người li khai dự định đưa vào sử dụng một đồng tiền mới, đồng Nahar, nhưng điều này đã không thể diễn ra bởi quân đội Nga đã tái chiếm Chechnya trong Cuộc chiến tranh Chechnya lần thứ nhất.
Với hậu quả chiến tranh, gần 80% tiềm năng kinh tế Chechnya đã bị phá hủy. Nhánh kinh tế duy nhất được khôi phục khá tốt là ngành công nghiệp dầu mỏ. Sản lượng dầu mỏ năm 2003 được ước tính khoảng 1.5 triệu tấn (hay 30 ngàn barrels mỗi ngày), giảm so với sản lượng đỉnh 4 triệu tấn mỗi năm trong thập kỷ 1980. Sản lượng năm 2003 chiếm gần 0,6% tổng sản lượng khai thác dầu mỏ của Nga. Tỷ lệ thất nghiệp cao, khoảng từ 60 tới 70 phần trăm. Dù đã có một số sự cải thiện kinh tế, buôn lậu và trao đổi vẫn chiếm một tỷ lệ lớn trong nền kinh tế Chechnya.
Theo chính phủ Nga, hơn 2 tỷ dollar đã được chi cho việc tái thiết nền kinh tế Chechnya từ năm 2000. Tuy nhiên, theo cơ quan quản lý kinh tế trung ương Nga (Schyotnaya Palata), chưa tới 350 triệu dollar được chi tiêu.
Năm 2006 MegaFon (Mobicom-Kavkaz), với 300.000 thuê bao là công ty dịch vụ điện thoại di động duy nhất hoạt động tại Chechnya, dù MTS và VimpelCom cũng đã được cấp giấy phép.

## Nhân khẩu
Theo những con số ước tính năm 2004, dân số Chechnya xấp xỉ 1.1 triệu người. Theo cuộc điều tra dân số năm 2002, số người Chechen là  1.031.647 triệu người chiếm 93,5% tổng dân số của nước Cộng hòa này. Các nhóm dân tộc khác gồm người Nga (40.645, hay 3,7%), Kumyks (8.883, hay 0,8%), và một số nhóm nhỏ khác, mỗi nhóm khoảng 0,5% tổng dân số.
Đa số người Chechen theo Hồi giáo Sunni, nước này đã chuyển theo đạo Hồi trong giai đoạn từ thế kỷ 16 tới thế kỷ 19. Cuối thời kỳ Sô viết, dân Nga chiếm khoảng 23% dân số (269.000 năm 1989). Vì những vụ tội phạm lan tràn và cái gọi là tẩy rửa sắc tộc do chính phủ Dzhokhar Dudayev tiến hành, đa số người dân không phải người Chechen (và nhiều người Chechen) đã phải bỏ chạy khỏi đất nước trong thập kỷ 1990.
Các ngôn ngữ được sử dụng bên trong nước Cộng hòa này gồm tiếng Chechen và tiếng Nga. Tiếng Chechen thuộc Vaynakh hay ngữ hệ Bắc Trung Kavkaz, nhóm này còn bao gồm tiếng Ingush và tiếng Batsb. Một số học giả đặt nó vào trong một ngữ hệ lớn hơn siêu ngữ hệ Iberia-Caucasia.
Chechnya là nước Cộng hòa có dân số trẻ bên trong nước Nga đang phải đau đầu với vấn đề dân số già; đầu thập kỷ 1990, đây là một trong số ít vùng có tăng trưởng dân số.
- Dân số: 1.103.686 (2002) - các con số còn bị tranh cãi
  - Thành thị: 373.177 (33,8%)
  - Nông thôn: 730.509 (66,2%)
  - Nam: 532.724 (48,3%)
  - Nữ: 570.962 (51,7%)
- Tuổi trung bình: 22,7
  - Thành thị: 22,8
  - Nông thôn: 22,7
  - Nam: 21,6
  - Nữ: 23,9
- Số lượng gia đình: 195.304 (với 1.069.600 người)
  - Thành thị: 65.741 (với 365.577 người)
  - Nông thôn: 129.563 (với 704.023 người)

### Bản đồ và Địa lý Chechnya
- UT: Chechnya maps
- Chechnya topographical map Lưu trữ ngày 27 tháng 2 năm 2005 tại Wayback Machine

### Các website độc lập Phương tây và Nga
- Combat Films and Research - Video, articles, galleries on Chechnya.
- Chechnya Weekly — one of Jamestown Foundation's publications: Articles and analyses
- BBC Chechnya profile
- Russia's Splitting Headache - A Brief History Of Chechnya Lưu trữ ngày 24 tháng 7 năm 2008 tại Wayback Machine
- PINR - Chechnya: Russia's Second Afghanistan Lưu trữ ngày 27 tháng 5 năm 2008 tại Wayback Machine
- CBC.ca News Indepth: Chechnya
- Beslan. Who are to blame?
- Russians polled on Chechnya Lưu trữ ngày 15 tháng 3 năm 2007 tại Wayback Machine
- The PACE report on the Chechnya political situation
- WashingtonPost: Is there no solution to the nine-year-old Chechen bloodbath?
- Casualties since 1994 Lưu trữ ngày 20 tháng 11 năm 2004 tại archive.today
- Einnews: Russia Today: Chechnya Lưu trữ ngày 28 tháng 9 năm 2007 tại Wayback Machine
- Chechen struggle ignored[liên kết hỏng]
- Chechnya Population Inexplicably Swells
- New York Times: Rights Group Reports Thousands of Disappearances in Chechnya
- The Rise and Fall of the Chechen Independence Movement Lưu trữ ngày 11 tháng 10 năm 2007 tại Wayback Machine
- CSRC: The Caspian: Comminatory Crosscurrents, Oil and geopolitics Lưu trữ ngày 13 tháng 8 năm 2006 tại Wayback Machine
- Significant excerpts are available online for free at the Rand
- The CSRC publications in the Caucasus Series Lưu trữ ngày 13 tháng 8 năm 2006 tại Wayback Machine
- Chechen Death Toll claimed to be 160.000 by Chechen Authorities (in Russian)
- Chechnya Advocacy Network (bằng tiếng Anh) Lưu trữ ngày 26 tháng 6 năm 2011 tại Wayback Machine
- ISN Security Watch: Moscow's North Caucasus Quagmire
- Dossier: Chechen Security Forces 2000 – 2006

### Các sự kiện lịch sử Chechnya
- European Parliament recognizes deportation of Chechens as act of genocide
- Beginning of the Chechen War (translation of grani.ru article)
- The attack on the ICRC hospital in Novye Atagi

### Các website không thuộc Chechnya
- Chechen Republic Online - Articles, Forum, Gallery and Chat Lưu trữ ngày 28 tháng 1 năm 2013 tại Wayback Machine

### Các website liên bang
- Official site of the government of Chechen republic (in Russian) Lưu trữ ngày 7 tháng 8 năm 2003 tại Wayback Machine
- Pro-Kadyrov site (in Russian) Lưu trữ ngày 30 tháng 1 năm 2009 tại Wayback Machine

### Các website ủng hộ Umarov
- The News Service of the ChRI President (in Russian)
- Ministry of Foreign Affairs of the ChRI
- Chechenpress, Official bilingual site of the ChRI news media Lưu trữ ngày 28 tháng 10 năm 2008 tại Wayback Machine
- Prague Watchdog - collects and disseminates information on the conflict in Chechnya
- Moderated Chechen news database in English Lưu trữ ngày 14 tháng 7 năm 2006 tại Wayback Machine
- Almanac "Chechenian Phenomenon" in English and Russian, articles about the First Chechen war and its immediate aftermath
- Opinion of a group of Baltic politicians regarding the latest presidential elections in Chechnya

### Website Mujahid
- Kavkaz Center
- Komitet Wolny Kaukaz Polish organization Lưu trữ ngày 5 tháng 10 năm 2007 tại Wayback Machine

### Các website của quân đội Nga và cựu chiến binh
- Chechnya veterans association (bằng tiếng Anh) Lưu trữ ngày 31 tháng 8 năm 2006 tại Wayback Machine
- War in Chechnya 1999 Lưu trữ ngày 25 tháng 9 năm 2006 tại Wayback Machine
- Russian Air Force in Chechnya